# John Davy (Zoologe)

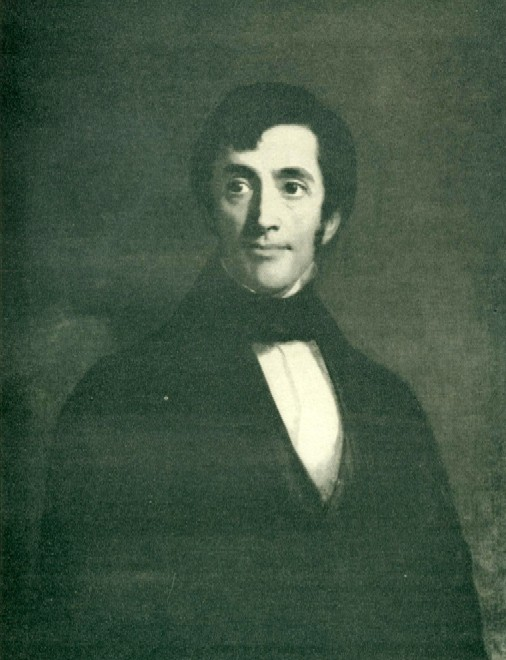
John Davy.

John Davy (* 24. Mai 1790 in Penzance, England; † 24. Januar 1868 in Ambleside) war ein englischer Arzt, Chemiker und Zoologe.

## Leben und Wirken
John Davy war der jüngere Bruder von Sir Humphry Davy. 1814 promovierte er zum Dr. med. in Edinburgh. 1812 hatte er Phosgen entdeckt und später Siliciumtetrafluorid. 1815 wurde er Stabsarzt der britischen Armee und reiste nach Indien, Ceylon und Barbados. Am 17. Februar 1814 wurde er Mitglied der Royal Society. 1863 entdeckte er, dass Eierschalen rund 8000 Poren haben, groß genug, dass Sauerstoff hinein und Kohlendioxid heraus fließen kann.

## Veröffentlichungen (Auswahl)
- An account of the interior of Ceylon, and of its inhabitants: With travels in that island. 1821 (Online).
- Memoirs of the Life of Sir Humphry Davy. 1836.